# Loxosceles chapadensis
Loxosceles chapadensis – gatunek pająka z rodziny Sicariidae.
Gatunek ten opisany został w 2010 roku przez R. Bertaniego, C.S. Fukushimę i R.H. Nagahamę.
Samiec ma ciało długości 5,6 mm, a odnóża drugiej, najdłuższej pary mają 31,84 mm długości. U samicy ciało ma długość 8,76 mm, a odnóża najdłuższej pary 31,33 mm. Karapaks ma liczne, długie szczecinki w części głowowej i jasnożółtą część tułowiową. Odnóża i sternum są jasnobrązowe, a warga dolna ciemnobrązowa. Endyty są ciemnobrązowe u samicy, a jasnobrązowe u samca. Krótkie szczecinki na odnóżach są szarawe na udach i rzepkach, przechodząc w brązowawe na goleniach i stopach. Samcze nogogłaszczki mają golenie 2,2 raza dłuższe od cymbium i pogrubiony, lekko zakrzywiony embolus. U samicy ujścia przedsionka torebki kopulacyjnej są ukryte pod szeroką płytką poprzeczną, grzbietowa część torebki kopulacyjnej jest silnie zesklerotyzowana do połowy długości, a spermateki są powiększone w częściach wierzchołkowych.
Pająk neotropikalny, znany tylko z północnej części Parku Narodowego Chapada Diamantina w brazylijskim stanie Bahia. Spotykany jest w szczelinach skalnych, pod kamieniami, a w pobliżu siedzib ludzkich też pod cegłami i dachówkami.